# George Washington Hopkins
George Washington Hopkins (* 22. Februar 1804 im Goochland County, Virginia; † 1. März 1861 in Richmond, Virginia) war ein US-amerikanischer Politiker. Zwischen 1835 und 1859 vertrat er zweimal den Bundesstaat Virginia im US-Repräsentantenhaus.

## Werdegang
George Hopkins besuchte die öffentlichen Schulen seiner Heimat und unterrichtete danach selbst als Lehrer. Nach einem anschließenden Jurastudium und seiner 1834 erfolgten Zulassung als Rechtsanwalt begann er in Lebanon in diesem Beruf zu arbeiten. Gleichzeitig schlug er als Mitglied der Demokratischen Partei eine politische Laufbahn ein. In den Jahren 1833 bis 1835 saß er im Abgeordnetenhaus von Virginia.
Bei den Kongresswahlen des Jahres 1834 wurde Hopkins im siebten Wahlbezirk von Virginia in das US-Repräsentantenhaus in Washington, D.C. gewählt, wo er am 4. März 1835 die Nachfolge von James Garland antrat. Nach fünf Wiederwahlen in verschiedenen Wahlbezirken konnte er bis zum 3. März 1847 sechs Legislaturperioden im Kongress absolvieren. Zwischenzeitlich vertrat er die Conservative Party, ehe er zu den Demokraten zurückkehrte. Seit 1843 war er Vorsitzender des Postausschusses. Die Zeit ab 1841 war von den Spannungen zwischen Präsident John Tyler und den Whigs bestimmt. Außerdem wurde damals bereits über eine mögliche Annexion der seit 1836 von Mexiko unabhängigen Republik Texas diskutiert. Seit 1845 war auch die Arbeit des Kongresses von den Ereignissen des Mexikanisch-Amerikanischen Krieges geprägt.
Im Jahr 1846 verzichtete Hopkins auf eine weitere Kandidatur. Von 1847 bis 1849 war er als Nachfolger von Abraham Rencher amerikanischer Gesandter in Portugal. Danach gehörte er von 1850 bis 1851 noch einmal dem Abgeordnetenhaus von Virginia an und war dabei Speaker dieser Kammer. Zur gleichen Zeit war er Delegierter auf einer Versammlung zur Überarbeitung der Staatsverfassung. Anschließend amtierte er als Richter. Bei den Kongresswahlen des Jahres 1856 wurde Hopkins im 13. Wahlbezirk seines Staates noch einmal in den Kongress gewählt, wo er zwischen dem 4. März 1857 und dem 3. März 1859 als Nachfolger von Fayette McMullen eine letzte Legislaturperiode absolvierte. In dieser Zeit war er Vorsitzender des Auswärtigen Ausschusses. Im Jahr 1858 verzichtete er auf eine weitere Kandidatur.
Nach dem Ende seiner Zeit im US-Repräsentantenhaus praktizierte Hopkins als Anwalt in Abingdon. Außerdem war er seit 1859 bis zu seinem Tod am 1. März 1861 noch einmal Abgeordneter im Staatsparlament von Virginia.